# Малешевич, Синиша
Синиша Малешевич, MRIA, MAE (родился 5 апреля 1969 г.) - ирландский ученый, профессор / заведующий кафедрой социологии  Университетского колледжа в Дублине, Ирландия. Он также является старшим научным сотрудником и младшим научным сотрудником Национальной консерватории искусств и ремесел (CNAM), Париж, Франция [1]. 
Научные интересы Малешевича включают сравнительно-историческое и теоретическое изучение этничности, национальных государств, национализма, империй, идеологии, войны, насилия и социологической теории. Он является автором девяти и редактором восьми книг и томов, включая влиятельные монографии «Идеология, легитимность и новое государство» (2002 г.), «Социология этничности» (2004 г.), «Идентичность как идеология» (2006 г.), «Социология войны и насилия» (2010 г.), Национальные государства и национализмы (2013 г.), Рост организованной жестокости (2017 г.) и обоснованные национализмы (2019 г.). The Rise of Organized Brutality - лауреат выдающейся книжной награды 2018 года от Секции мира, войны и социальных конфликтов Американской социологической ассоциации [2], а «Основанный национализм» занял второе место (почетное упоминание) в Премии Штейна Роккана 2020 года в области сравнительного социального анализа. Научные исследования [3]. Малешевич также является автором более 100 рецензируемых журнальных статей и глав книг и провел более 120 приглашенных выступлений по всему миру. Его работы переведены на множество языков, включая албанский, арабский, китайский, хорватский, французский, индонезийский, японский, персидский, португальский, сербский, испанский, турецкий и русский. Ранее он занимал исследовательские и преподавательские должности в Институте международных отношений (Загреб), Центре изучения национализма, ЦЕУ (Прага), где он работал с покойным Эрнестом Геллнером, и в Национальном университете Ирландии в Голуэе. Он также был приглашенным профессором и стажировался в Université Libre de Bruxelles (председатель Эрика Ремакля по изучению конфликтов и мира), Венском институте гуманитарных наук, Лондонской школе экономики, Упсальском университете и Нидерландском институте перспективных гуманитарных исследований. и социальные науки, Амстердам. В марте 2010 года он был избран членом Королевской ирландской академии [4], в декабре 2012 года он был избран ассоциированным членом Академии наук и искусств Боснии и Герцеговины [5], а в августе 2014 года он был избран членом Academia Europaea. [6]
источники
[1] http://www.ucd.ie/research/people/sociology/professorsinisamalesevic/
[2] http://www.asanet.org/asa-communities/asa-sections/current-sections/peace-war-and-social-conflict/section-peace-war-and-social-conflict-past-award-recipients
[3] https://www.ucd.ie/sociology/newsandevents/latestnews/grounded-nationalisms-2020-rokkan/
[4] https://www.ria.ie/sinisa-malesevic
[5] http://www.anubih.ba/index.php?option=com_content&view=article&id=110&Itemid=598&lang=en
[6] http://www.ae-info.org/ae/User/Malesevic_Sinisa